# Rőtesfejű lúd
A rőtesfejű lúd (Chloephaga rubidiceps) a lúdalakúak (Anseriformes) rendjébe, ezen belül a récefélék (Anatidae) családjába, azon belül a tarkalúdformák (Tadorninae) alcsaládjába tartozó faj.

## Előfordulása
Dél-Amerika déli részén, Chile és Tűzföld területén  valamint a Falkland-szigeteken, nedves réteken és mezőkön él.
Telelni Argentína déli részére jár.
A Falkland-szigeteki madarak nem vonulnak.

## Megjelenése
Teljes hossza 45-50 centiméter hosszú. A nemek egyforma színezetűek.
Lába narancsszínű, szeme körül fehér gyűrű található.

## Életmódja
Általában csoportosan fordul elő, de a költési időszakban a csoport párokra szakad.
Fűvel benőtt, nyílt területeken, mocsarakban és lápokban, valamint sekély tavak szélén él.
Növényi részekkel táplálkozik, javarészt füvet legel.

## Szaporodása
A fészkeket a talajra építi egy fűcsomó védelmében vagy egy bokorban, száraz növényi részekből és pihékkel béleli.
A tojó 4-11 tojást rak októberben. Csak a tojó kotlik nagyjából 30 napig, míg a hím a közelben őrködik. 
A pelyhes fiókák fészekhagyók és január-február környékén már repülni is képesek.